# Perkele
Perkele（發音：[ˈperkele] ⓘ）是一个芬蘭語单词，意为“邪靈”或“魔鬼”，也是一个芬兰人常用的脏话。这可能是在芬兰之外最熟知的芬兰语骂人脏话。

## 起源
有些学者认为这个单词来自芬兰神话中的主神雷神乌戈。但并不是所有的学者都赞成这个观点。在芬蘭語支中的其他语言里也有相关的单词：爱沙尼亚语单词意为“地獄”，卡累利阿语单词意为“邪靈”。

## 基督教的传入
当基督教传入芬兰后，原有的芬兰神话中的神祗被认为是邪灵。这导致用这个词来翻译聖經中的惡魔。但后来的圣经芬兰语译本中，恶魔用单词代替。